# Sebastiano Parolini
Sebastiano Parolini (Alzano Lombardo, 9 febbraio 1998) è un mezzofondista italiano.

## Biografia
È cresciuto a Barzizza, una frazione di Gandino in provincia di Bergamo Vive a Dalmine.. Ha ottenuto la maturità scientifica ed ha conseguito la laurea in medicina presso l'Università degli Studi di Brescia. In seguito ha frequentato la scuola di specializzazione in medicina dello sport presso l'Università degli Studi di Milano-Bicocca. Lavora come medico nel calcio e negli sport invernali e segue le nazionali di freestyle e sci alpino.
Nel 2017 ha partecipato agli Europei di corsa campestre, nella gara Under-20; nel 2019 ha preso parte agli Europei Under-23, piazzandosi in quindicesima posizione nei 5000 m con il tempo di 14'32"72. Nello stesso anno ha anche partecipato agli Europei di campestre, piazzandosi in diciassettesima posizione nella gara Under-23 con il tempo di 25'11" e vincendo una medaglia d'argento a squadre.
Nel 2024 vince la medaglia d'oro agli Europei di corsa campestre nella staffetta mista, in squadra con Sintayehu Vissa, Marta Zenoni e Pietro Arese mentre nel 2025 dopo aver stabilito a Vienna con il tempo di 13'25"71 la miglior prestazione stagionale di un atleta italiano sui 5000 m piani viene convocato come riserva per i Campionati europei a squadre di atletica leggera 2025, in cui pur non gareggiando viene premiato con il resto della squadra azzurra, che per la seconda edizione di fila vince la manifestazione.
È figlio di Gerardo Parolini e Daniela Vassalli, maratoneta e campionessa del mondo di vertical running.

## Palmarès
| Anno | Manifestazione   | Sede    | Evento          | Risultato | Prestazione | Note |
| ---- | ---------------- | ------- | --------------- | --------- | ----------- | ---- |
| 2017 | Europei di cross | Šamorín | Corsa U20       | 52º       | 19'44"      |      |
| 2019 | Europei Under 23 | Gävle   | 5000 m piani    | 14º       | 14'32"72    |      |
| 2019 | Europei di cross | Lisbona | Corsa U23       | 17º       | 25'11"      |      |
| 2019 | Europei di cross | Lisbona | A squadre       | Argento   | 29 p.       |      |
| 2024 | Europei di cross | Adalia  | Staffetta mista | Oro       | 18'02"      |      |

## Campionati nazionali
2015
- 9º ai campionati italiani allievi, 3000 m - 8'56"98
- 13º ai campionati italiani allievi, 1500 m - 4'06"81
- 9º ai campionati italiani allievi di corsa campestre - 16'19"[5]
- Argento ai campionati italiani studenteschi di corsa campestre, categoria allievi[6]

2016
- 9º ai campionati italiani juniores, 5000 m - 15'11"12
- 8º ai campionati italiani juniores, 1500 m - 3'59"79

2017
- 6º ai campionati italiani juniores, 5000 m - 15'12"98
- 13º ai campionati italiani juniores, 1500 m - 3'59"34

2018
- 10º ai campionati italiani assoluti, 5000 m - 14'29"54
- 10º ai campionati italiani assoluti, 1500 m - 3'52"94
- Bronzo ai campionati italiani promesse, 5000 m - 14'21"65
- 5º ai campionati italiani promesse, 1500 m - 3'50"19
- Bronzo ai campionati italiani universitari, 5000 m - 15'03"37
- Argento ai campionati italiani universitari, 1500 m - 3'54"61

2019
- 6º ai campionati italiani assoluti, 5000 m - 14'16"71
- 10º ai campionati italiani assoluti, 1500 m - 3'52"70
- 31º ai campionati italiani assoluti di corsa campestre - 32'19"[7]
- 10º ai campionati italiani promesse, 5000 m - 14'47"50
- 4º ai campionati italiani promesse indoor, 3000 m - 8'20"95
- Argento ai campionati italiani universitari, 5000 m - 14'40"10
- 5º ai campionati italiani universitari, 1500 m - 3'53"00

2020
- Argento ai campionati italiani assoluti, 10000 m piani - 29'08"07
- Argento ai campionati italiani assoluti, 5000 m piani - 14'05"10
- Oro ai campionati italiani promesse, 10000 m piani - 29'08"07
- Oro ai campionati italiani promesse, 5000 m piani - 14'05"10
- Bronzo ai campionati italiani promesse indoor, 3000 m - 8'10"11

2021
- 6º ai campionati italiani di corsa campestre - 31'43"
- Oro ai campionati italiani di corsa campestre, staffetta 4x2 km - 24'14"

2022
- Oro ai campionati italiani di corsa campestre, staffetta 4x2 km - 24'49"
- 20º ai campionati italiani di 10 km su strada - 29'50"
- Bronzo ai campionati italiani universitari, 5000 m piani - 14'35"32

2023
- Oro ai campionati italiani di corsa campestre, staffetta 4x2 km - 24'49"

2024
- 4º ai campionati italiani assoluti, 5000 m piani - 13'45"08
- 8º ai campionati italiani assoluti, 1500 m piani - 3'46"16
- 6º ai campionati italiani assoluti indoor, 3000 m piani - 8'09"63
- Oro ai campionati italiani di corsa campestre, cross corto - 8'50"

2025
- Bronzo ai campionati italiani assoluti, 5000 m piani - 13'49"14
- Argento ai campionati italiani di corsa campestre, cross corto - 8'38"
- Oro ai campionati italiani di corsa campestre, staffetta 4x2 km - 24'01"

## Altre competizioni internazionali
2015
- Argento al Cross Valsugana ( Levico Terme), gara allievi - 17'21"[8]

2016
- 6º alla Sovere Night Running ( Sovere)[9]
- 10º al Cross Valsugana ( Levico Terme), gara juniores - 20'22"[10]
- 4º al Cross di Arcisate ( Arcisate), gara juniores[11]

2017
- 5º al Cross Valmusone ( Osimo), gara juniores - 18'21"[12]
- Oro al Cross Valsugana ( Levico Terme), gara juniores - 17'20"[13]
- Oro al Carsolina Cross ( Sgonico), gara juniores[14]
- Oro al Cross Baia del Re ( Fiorano al Serio), gara juniores

2018
- Argento al Trofeo Zanni ( Vertova)
- 6° al Cross Valmusone ( Osimo)[15]

2019
- Oro alla Corrida di San Gerolamo ( Torre de' Roveri) - 31'11"[16]
- Oro al Palio delle Porte ( Martinengo) - 27'06"[17]
- Oro al Rising Stars Mile ( Settimo Torinese), 1 miglio - 4'16"4[18]
- 5º al Cross Valmusone ( Osimo) - 31'10"
- Bronzo al Cross Carsolina ( Sgonico), gara promesse - 28'16"[19]

2021
- Oro al Campaccio ( San Giorgio su Legnano), cross corto - 9'34"

2022
- Oro al Campaccio ( San Giorgio su Legnano), cross corto - 9'39"

2024
- Oro alla Cinque Mulini ( San Vittore Olona), cross corto - 8'05"

2025
- Oro al Campaccio ( San Giorgio su Legnano), cross corto - 10'11"
- Campionati europei a squadre di atletica leggera ( Madrid)[20]